# ウィリアム・ハンソン
ウィリアム・ハンソン（William Richard Henry Hanson FRSA、1989年9月2日 - )は英国のエチケット専門家。サンデータイムズのベストセラー入りした著書が2冊ある。また、ポッドキャスト番組、Help I Sexted My Boss と The Luxury Podcast のホストを務める。エチケットや儀礼の研修を行うザ・イングリッシュ・マナーの代表でもある。

## 人物
1989年9月2日、英国のブリストルに生まれる。ブリストルのパブリックスクールClifton Collegeを卒業後 マンチェスター大学に進学。
ハンソンの父、ブライアンは事務弁護士で1996年に大英帝国勲章を受章した。兄のジェームズは以前はBBC Radio Bristolで、現在はTimes Radioで司会を務めている。2017年にハンソンはロイヤル・ソサイエティ・オブ・アーツ・フェローを授与された。
2022年にMikey Worrell と結婚。

## 経歴
エチケット専門家として幅広いメディアに登場。2023年の映画「赤と白とロイヤルブルー」にもクレジットされている。
2018年3月、Jordan Northと共にポッドキャスト番組 Help I Sexted My Bossを開始。

2021年2月、Jonathan Vernon-Smithと共に司会を務めるThe Luxury Podcastを開始。

### 著書
- Bluffer's Guide to Etiquette (2014), William Hanson[17]
- Bluffer's Guide to Entertaining: Instant Wit and Wisdom (2019), William Hanson[18]
- Protocol to Manage Relationships Today (2020), William Hanson and Jean Paul Wijers[19]
- Help I Sexted My Boss (2023), William Hanson and Jordan North[20]
- Just Good Manners (2024), William Hanson[21]

### ポッドキャスト
- Help I Sexted My Boss, (2018), William Hanson, assisted by Jordan North.[要出典][citation needed]
- The Luxury Podcast (formerly known as Keeping Up Appearances: The Luxury Podcast), (2021), William Hanson and Jonathan Vernon-Smith.[要出典][citation needed]